# Vasilij Mitrochin
Vasilij Mitrochin, född 3 mars 1922 i Jurasovo i Rjazan oblast i Ryssland, död 23 januari 2004 i London i Storbritannien, var en rysk KGB-officer fram till 1992 då han deserterade till Storbritannien.